# عادت
عادت (به انگلیسی: Habit) هدایت خودکار رفتارهایی از هر فرد است که وی با حداقل زحمت و انرژی انجامشان می‌دهد.
چارلز داهیگ در کتاب قدرت عادت خود این‌گونه بیان می‌کند که وقتی ما فعالیتی انجام می‌دهیم، بعد از پایان آن، مغز آن را مرور می‌کند و بررسی می‌کند که آیا این فعالیت می‌تواند به صورت خودکارتری انجام شود که در تکرارهای بعدی آن انرژی و درگیری کمتری از مغز بگیرد، و در صورت امکان، آن کار را در یک چرخه سه بخشی تبدیل به یک فعالیت خودکای می‌کند (به مرور)، فعالیتی که ما آن را «عادت» می‌نامیم. این چرخه دارای سه بخش اساسی است؛ اول سرنخ یا نشانه‌ای که باعث ترغیب شخص به انجام آن فعالیت می‌شود، بخش دوم انجام آن فعالیت است که به صورت روتین و کار تکراری خواهد بود، آخرین بخش که باعث تقویت هرچه بیشتر این عادت و تکرار دوباره آن می‌شود، پاداشی است که فرد از انجام آن روتین به دست می‌آورد. اغلب عادت‌های مثبت مثل کمک به دیگران، غذا خوردن، مسواک زدن و نیز عادت‌های منفی مثل اعتیاد به سیگار، الکل و پرخوری را به راحتی می‌توان توجیه کرد. نویسنده در ادامه بحث در مورد نحوه اثرگذاری بر چرخه عادت‌ها و نیز تغییر آن‌ها در سطوح فردی، سازمانی و جامعه به بحث و نتیجه‌گیری می‌پردازد. او تلاش نموده‌است تا همه بررسی‌های علمی کنش‌شناسی و عصب‌شناسی مربوط به آن را جمع‌آوری نماید و در کتاب خود به آن‌ها استناد می‌نماید.